# Созидательное разрушение
Созидательное, творческое или креативное разрушение — «процесс индустриальной мутации, который непрерывно реконструирует экономическую структуру изнутри, разрушая старую структуру и создавая новую». Понятие впервые использовано немецким экономистом Вернером Зомбартом в книге «Война и капитализм» (1913) и популяризировано австро-американским экономистом и социологом Йозефом Шумпетером в его книге «Капитализм, социализм и демократия» («Capitalism, Socialism and Democracy», 1943).
Через понятие «творческое разрушение» делается попытка объяснить многие движущие силы индустриальных изменений. Например, переход от конкурентоспособного рынка к монополистическому и наоборот.

## Теория
В своей книге «Капитализм, социализм и демократия» Шумпетер утверждает, что «фундаментальный импульс, который поддерживает двигатель капитализма в движении, исходит от новых потребителей, новых товаров, новых методов производства и транспортировки, от новых рынков, новых форм индустриальных организаций. Процесс созидательного разрушения является ключевым для капитализма». Шумпетер называет предпринимателя не изобретателем, а новатором. Новатор демонстрирует, что новый продукт, процесс или способ организации может быть эффективным и выгодным, таким образом разрушая старую организацию. Шумпетер называл созидательное разрушение процессом трансформации, который сопровождает радикальные инновации.
По мнению современных авторов, чтобы продолжать удерживать превосходство и оставаться конкурентоспособными, компании должны применять динамические стратегии резких изменений и творческого разрушения.
Клейтон Кристенсен в книге «Дилемма инноватора» (2001) анализирует «как из-за новых технологий погибают сильные компании». Кристенсен утверждает, что игнорируя прорывные технологии, компании утрачивают возможность долгосрочного роста и процветания.
На примере компаний Johnson & Johnson и General Electric авторы книги «Творческое разрушение» («Creative Destruction: Why Companies that Are Built to Last Underperform the Market — and How to Successfully Transform Them», 2001) Р. Фостер и С. Каплан демонстрируют, как крупная компания вместо постепенного улучшения может успешно трансформироваться. В основу книги легло исследование, которое проводились по заказу McKinsey & Company и охватило более тысячи корпораций из 15 отраслей промышленности. По мнению авторов, чтобы сохранить своё превосходство и остаться конкурентоспособными на долгие времена, современным компаниям необходимо овладеть стратегией дискретной эволюции и процессами творческого разрушения.
В ходе эмпирических исследований Э. Бартельсмана и С. Скарпетта производительности фирм в 24-х странах выяснилось, что созидательное разрушение очень важно для улучшения роста производительности компании.
Процесс творческого разрушения часто рассматривается с точки зрения роста производительности. Другие авторы, исследующие созидательное разрушение, также утверждают, что процесс творческого разрушения непосредственно влияет на производительность фирмы. Переходные экономические системы наиболее ярко демонстрируют процесс творческого разрушения. Этот процесс в своей основе является динамичным.
Идеи Шумпетера нашли отражение в теории экономического роста. Идея о том, что при разработке новых технологий происходит уничтожение старых, была положена в основу модели Агьона — Ховитта. В ней, в отличие от предыдущих исследований, жизненный цикл нововведений ограничен, а монопольная власть, получаемая после разработки нового продукта — временна. Важный вывод модели состоит в том, что экономический рост может сопровождаться конфликтом интересов различных экономических агентов. Поскольку разработка новых товаров приводит к потере монопольной ренты уже существующими на рынке фирмами, последние будут иметь стимул препятствовать технологическому прогрессу. Если владельцы существующих фирм имеют значительный политический вес и возможность повлиять на экономическую политику, то защита их интересов приведет к замедлению экономического роста. В дальнейшем эти идеи развили Дарон Аджемоглу и Джеймс Робинсон в книге «Почему одни страны богатые, а другие бедные».  В ней в качестве примеров искажающей экономической политики, защищающей интересы существующих производителей и тем самым препятствующей прогрессу, приводятся ограничение императорами Австро-Венгрии строительства фабрик и железных дорог, а также реформы Канкрина в Российской империи.

## Примеры
Творческое разрушение происходит тогда, когда что-то новое заменяет собой нечто старое. Наглядный пример такого разрушения — персональные компьютеры. Компьютерная индустрия, во главе с Microsoft и Intel, опередила множество фирм по производству ЭВМ. В процессе творческого разрушения предприниматели создали одно из самых важных изобретений прошлого века.
Американская корпорация Wal-Mart, применяя информационные технологии для управления логистикой системы поставок и изучая потребительский спрос, получила огромную прибыль и предоставила потребителю более низкие цены.
Интернет также стал источником многих творческих разрушений. Например, книжный онлайн магазин Amazon предоставил покупателям не только более выгодные цены, но также более разнообразную продукцию. Туристические онлайн-агентства, например, Expedia, стали пользоваться большой популярностью.
Что касается будущих инноваций на основе творческого разрушения: ведутся многочисленные исследования по разработке альтернативного вида топлива, которое будет потреблять меньше ресурсов и наносить меньше ущерба окружающей среде.